# José Manuel Calderón
Pour les articles homonymes, voir Calderón.
José Manuel Calderón, né le 28 septembre 1981 à Villanueva de la Serena en Espagne, est un joueur espagnol de basket-ball, évoluant au poste de meneur. Avec la sélection espagnole, il remporte le championnat du monde 2006 et un titre européen lors du championnat d'Europe 2011. Il compte par ailleurs deux médailles d'argent aux Jeux de Pékin puis de Londres et deux médailles d'argent en championnat d'Europe, en 2003 et 2007.
Après une carrière en Espagne, principalement avec le Tau Cerámica avec lequel il dispute la finale de l'Euroligue 2005 et la finale du championnat d'Espagne la même année, il rejoint la NBA, évoluant plusieurs saisons avec la franchise des Raptors de Toronto. En 2013, il rejoint les Pistons de Détroit puis lors de l'été 2013, les Mavericks de Dallas. En juin 2014, il est recruté par les Knicks de New York.
José Manuel Calderón est un joueur assez physique pour un meneur de jeu. Il est l'un des meilleurs passeurs de NBA.
Le 4 novembre 2019, il met un terme à sa carrière sportive.

## Biographie

### La Liga ACB
Débutant  dans le basket-ball avec Doncel de la Serena, le club de son village, club où évolue et s'entraîne son père, il est repéré par les recruteurs du Saski Baskonia et rejoint à treize ans Vitoria. Il évolue alors dans les équipes juniors.
Le Saski Baskonia le juge insuffisamment prêt pour intégrer son équipe première et le prête à un club de Liga española de baloncesto (LEB), seconde division en Espagne. Il évolue ainsi avec CB Lucentum Alicante, club avec lequel il parvient à monter en Liga ACB au terme de sa première année. Sa première saison dans l'élite se solde par une relégation avec 9 victoires et 25 défaites. Ses statistiques personnelles sont de 8,65 points, 2,3 rebonds, 1,4 passe décisive, 1,3 interception. Il est élu meilleur débutant de la ligue par le magazine Gigantes del Basket. À l'issue de cette première saison dans l'élite, il rejoint un autre club de Liga ACB, Baloncesto Fuenlabrada. Avec celui-ci, il termine au septième rang de la phase régulière ce qui lui permet de disputer sa première série de playoff, face à Málaga. Lors de celle-ci, perdue trois à zéro, il présente des statistiques de 10,7 points, 1,7 rebond, 2,7 passes. Lors de la phase régulière celles-ci sont de 9,56 points, 1,5 rebond, 1,6 passe en 18 minutes.
Il rejoint le Tau Ceramica où il débute en tant que doublure de l'Américain Elmer Bennett, au club depuis 1997, et dont il est l'un des éléments majeurs. Avec la blessure de celui-ci, il obtient douze participations au cinq majeur sur les 32 rencontres qu'il dispute en phase régulière. Durant celle-ci, il inscrit 6,03 points, prend 1,8 rebond et offre 1,75 passe. Le Tau, sixième de cette phase régulière, s'incline au premier tour des playoffs face à Málaga trois à deux, Calderón commençant les cinq rencontres et présentant des statistiques de 13 points, 3,6 rebonds, 2,6 passes. Calderón dispute sa première Euroligue, compétition que son club termine lors du Top 16 : il inscrit 7,5 points, capte 2,4 rebonds, délivre 1,4 passe et réussit 1,1 interception.
L'année suivante, il partage le poste de meneur avec l'Argentin Pablo Prigioni. Il remporte un premier trophée en Espagne : Vitoria bat la Joventut en finale de la Coupe du Roi sur le score de 81 à 77. Avec un temps moyen de 20 minutes 55 en Liga ACB, il inscrit 7,6 points, capte 2,8 rebonds et délivre 2,2 passes. Il est nommé à une reprise joueur espagnol de la journée. Il termine avec le titre de meilleur sixième homme, titre décerné par le magazine Gigantes del Basket. Vitoria, avec un bilan de 28 victoires pour 6 défaites termine en tête de la phase régulière, remporte son premier tour trois à zéro face à la Joventut mais s'incline trois à deux face à l'Estudiantes en demi-finale. En Europe, Vitoria termine de nouveau sa saison lors du Top 16 en finissant deuxième de son groupe. Les statistiques de Calderón sont de 7,2 points, 1,4 rebond, 2 passes, 1,1 interception en 21 minutes 34.
En 2004-2005, Vitoria dispute le Final Four de l'Euroligue après une victoire deux à zéro en quart de finale face au Benetton Trévise. Vitoria réalise un exploit en éliminant en demi-finale le CSKA Moscou, qui évolue à domicile, grâce à une victoire 85 à 78. Lors de ce match, les statistiques de Calderón sont de 12 points, 3 rebonds, 1 passe en 27 minutes. En finale, elles sont de 16 points, 4 rebonds, 2 interceptions. C'est finalement le club israélien du Maccabi Tel-Aviv qui remporte cette édition. En Espagne, Vitoria s'incline en demi-finale de coupe du Roi face au Real Madrid sur le score de 88 à 77, rencontre où Calderón inscrit 6 points, capte 6 rebonds et délivre 5 passes en 30 minutes 3. En Liga ACB, il reçoit une deuxième nomination de joueur espagnol de la semaine, ce lui permet également d'obtenir le titre de joueur espagnol du mois de décembre. Il termine dans le premier cinq de la ligue, aux côtés de Charlie Bell, Carlos Jiménez, Jorge Garbajosa et Luis Scola, son coéquipier qui est également désigné MVP. Ses statistiques sur la saison régulière sont de 13,25 points, 2,7 rebonds, 3,2 passes, 1,45 interception. Vitoria, premier de la phase régulière, élimine CB Gran Canaria trois à zéro puis Málaga trois à un pour affronter le Real de Madrid en finale. Celui-ci remporte les deux premières rencontres, 82 à 84 à Vitoria puis 88 à 82 à Madrid avant que le Tau égalise en l'emportant 74 à 68 à domicile et 82 à 83 à Madrid. Le Real s'impose lors de la manche décisive à Vitoria 69 à 70. Calderón, qui dispute huit rencontres de playoffs - il est absent lors de la série contre Málaga - inscrit 8,8 points, capte 2,5 rebonds et offre 1,25 passe lors des matchs de playoffs.

### Raptors de Toronto (2006-Jan.2013)
Après quatre saisons avec le Tau, il décide de rejoindre la National Basketball Association (NBA). Il signe en tant que agent libre (free agent avec les Raptors de Toronto. Il devient ainsi le quatrième joueur espagnol à jouer en NBA, après Fernando Martín, Pau Gasol et Raul Lopez. Il joue en doublure de Mike James qui réalise alors sa meilleure saison en termes de points en NBA. Calderón obtient toutefois un temps de jeu de 23 minutes 2 de moyenne pour les 64 rencontres qu'il dispute, dont 11 dans le cinq majeur. Il inscrit 5,5 points (avec un record à 20 points), prend 2,2 rebonds et offre 4,5 passes. Il termine à deux reprises la partie avec un double-double (deux catégories statistiques à dix ou plus).
Malgré le départ de James, Calderón est de nouveau le deuxième meneur de sa franchise lors de la saison 2006-2007. Il vient en relais de T.J. Ford, jouant 21 minutes, marquant 8,7 points, captant 1,7 rebond et délivrant 5 passes. Il réalise 7 double-doubles dont un match à 24 points, 11 passes et 3 rebonds face aux Wizards de Washington. Les Raptors, avec un bilan de 47 victoires pour 35 défaites, terminent en tête de la Division Atlantique et avec le quatrième bilan de la Conférence Est. En playoffs, ils affrontent les Nets du New Jersey. Lors de cette confrontation, finalement remportée quatre à deux par les Nets, Calderón fait progresser ses statistiques : il inscrit 13 points, délivre 5,3 passes et capte 1,7 rebond en 24 minutes 3. Avec la victoire lors du deuxième match de cette série, le 24 avril 2007, rencontre où inscrit huit points, capte un rebond et délivre trois passes, il devient le premier espagnol à gagner un match de playoff.
Les deux meneurs cohabitent de nouveau la saison suivante jusqu'à une blessure de TJ Ford lors du mois de décembre, ce qui le prive de parquet environ deux mois. Calderón assume parfaitement le rôle de meneur titulaire et reste le meneur titulaire au retour de Ford. Toutefois, il est à l'origine du retour de TJ Ford dans le cinq à sa place, le jeu de celui-ci s'adaptant bien au jeu de Chris Bosh, le franchise player, Calderón étant pour sa part plus apte à améliorer le rendement des joueurs du banc des Raptors, Andrea Bargnani ou Carlos Delfino. Les Raptors terminent deuxième de la Division Atlantique derrière les Celtics. En playoff, ils sont opposés au Magic d'Orlando mais comme la saison suivante, la saison s'achève sur une défaite au premier tour. Calderón réalise une série à 11,8 points, 7 passes et 3,6 rebonds en 24 minutes. Ses statistiques sur la saison sont de 11,2 points, 2,9 rebonds, 1,1 interception et 8,3 passes. Cette dernière moyenne le classe au cinquième rang de la ligue. Avec 57,5 %, il termine également avec le dixième pourcentage au tir de la phase régulière.

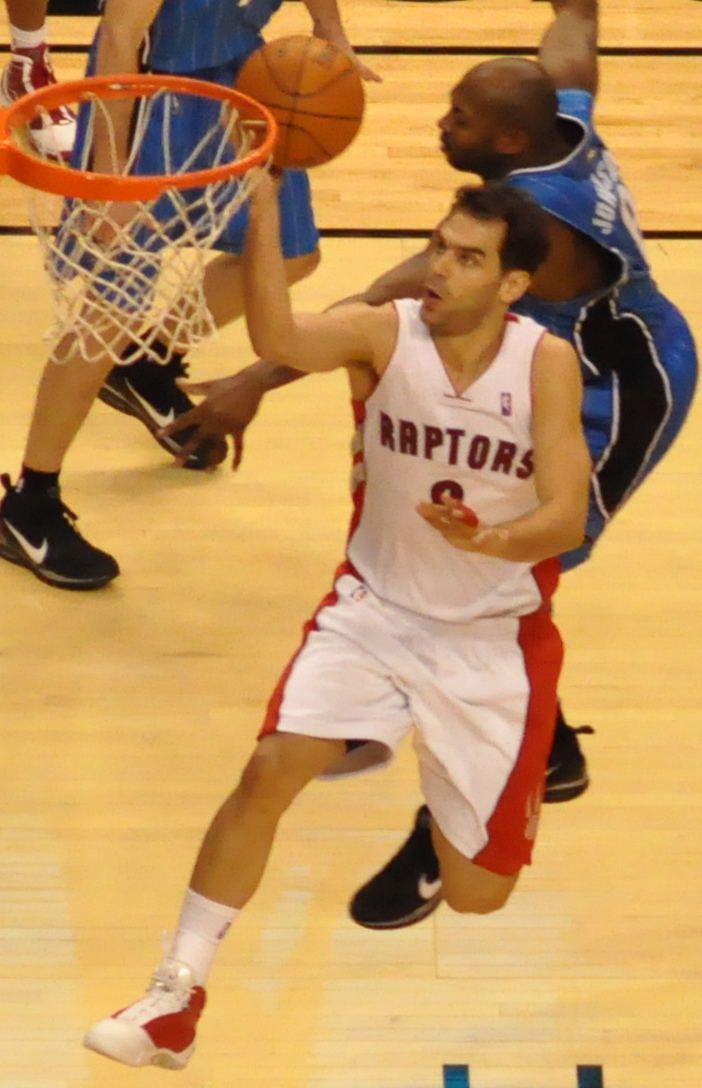
Jose Calderón tentant un layup

L'intersaison suivante voit de nombreuses rumeurs concernant le départ de Calderón, les Raptors ne pouvant plus désormais continuer à posséder deux meneurs de ce niveau. Le départ de Calderón, par l’intermédiaire d'un sign and trade (signature avec Toronto puis échange) semble être la solution la plus profitable d'un point de vue financier pour les Raptors. Finalement Calderón reste au club avec un nouveau contrat de cinq ans.
Désormais meneur titulaire - TJ Ford ayant rejoint les Pacers de l'Indiana - il se blesse au mois de novembre lors d'une défaite contre les Sixers de Philadelphie. Peu après son retour, il réalise la deuxième plus longue série de lancer-francs réussis avec 87, derrière les 97 de Micheal Williams. Il devient également le meilleur passeur de l'histoire de la franchise en dépassant Alvin Williams. Calderón réussit 22 double-doubles et en réalisant 19 passes lors d'une victoire face aux Bulls de Chicago, il réalise son record en carrière, égalant le record de la franchise. Ses statistiques sur la saison sont de 12,8 points, 2,9 rebonds, 8,9 passes. Il présente la quatrième moyenne de la ligue derrière Chris Paul, Deron Williams et steve Nash. Avec 607 passes, il se classe sixième. Son pourcentage de tir aux lancer-francs, 98,1 %, le classe au premier rang de la ligue. Les Raptors, avec un bilan de 33 victoires pour 49 défaites, ne se qualifient pas pour les playoffs.
La saison suivante, les Raptors terminent avec un bilan de 40 victoires et 42 défaites, ce qui fait d'elle la neuvième équipe de la conférence Est et la prive de playoffs pour la seconde année consécutive. Calderón dispute 68 matchs de saison régulière souffrant à plusieurs reprises de blessures à la hanche. Ses statistiques sur la saison sont de 10,3 points, 2,1 rebonds, 5,9 passes.
Pour sa sixième saison chez les Raptors, Calderón manque comme la saison précédente 14 rencontres de la saison régulière, souffrant de problèmes de tendons. Ses statistiques sont de 9,8 points, 3 rebonds et 8,9 passes et il réussit 12 double-doubles. Il retrouve ainsi une place dans le Top 10 des passeurs de la ligue, cinquième à la moyenne par match et neuvième au nombre de passes sur la saison avec 605. Les Raptors, qui ont perdu leur franchise player Chris Bosh lors de l'été 2010, terminent avec 22 victoires pour 60 défaites soit le plus mauvais bilan depuis la saison 1997-1998, troisième saison de la franchise dans la ligue.

### Pistons de Detroit (Jan.-Jui. 2013)
En janvier 2013, il fait partie d'un échange qui l'envoie rejoindre les Pistons de Détroit. Cet échange inclut aussi l'équipe des Grizzlies de Memphis : en effet José Calderón est envoyé à Détroit tandis que Tayshaun Prince et Austin Daye, de Détroit, et Ed Davis, des Raptors, vont aux Grizzlies et finalement Hamed Haddadi et Rudy Gay se rendent à Toronto. Cet accord entre ces trois franchises a la particularité de n'échanger que des joueurs qui n'ont connu qu'un club NBA dans leur carrière. 
José Calderón arrive dans une équipe en reconstruction, basée sur des jeunes joueurs talentueux tels que Brandon Knight, Andre Drummond ou Rodney Stuckey, ainsi que des joueurs plus expérimentés comme Will Bynum ou Charlie Villanueva et qui peut prétendre aux playoffs dans les prochaines saisons.

### Mavericks de Dallas (2013-2014)
En juillet 2013, Calderón signe un contrat de quatre ans avec les Mavericks de Dallas.

### Knicks de New York (2014-2016)
Le 26 juin 2014, Calderón est recruté par les Knicks de New York.

### Lakers de Los Angeles (2016-Mar.2017)
En juillet 2016, il est recruté par les Lakers de Los Angeles.

### Hawks d'Atlanta (Mar.-Juil.2017)
Le 4 mars 2017, il rejoint les Hawks d'Atlanta.

### Cavaliers de Cleveland (depuis 2017)
En juillet 2017, il signe avec les Cavaliers de Cleveland de LeBron James avec lesquels il atteint la finale de la NBA en mai 2018. Calderón devient ainsi le troisième joueur espagnol de l'histoire à atteindre la finale après Pau Gasol et Serge Ibaka.

### La sélection espagnole (1998-2016)
José Calderón rejoint très tôt les sélections de jeune de l'Espagne. Il dispute sa première compétition internationale lors du Championnat d'Europe cadets où l'Espagne termine à la sixième place. L'année suivante, il évolue avec la sélection junior qui remporte le Championnat d'Europe des 18 ans et moins : cette sélection compté déjà de nombreux joueurs qui vont constituer la sélection espagnole lors des années suivantes : Pau Gasol, Juan Carlos Navarro, Felipe Reyes, Raúl López, Carlos Cabezas ou Berni Rodriguez. Avec eux, il remporte le tournoi de Mannheim mais une blessure le prive du mondial junior 1999 où ses coéquipiers deviennent champions du monde devant les États-Unis. En 2000, cette génération remporte une nouvelle médaille : le bronze, lors du Championnat d'Europe des 20 ans et moins après une défaite 69 à 65 face à Israël en demi-finale. L'année suivante, il termine cinquième du mondial des 21 ans et moins avec des statistiques de 6,3 points, 1,5 rebond et 2,8 passes.

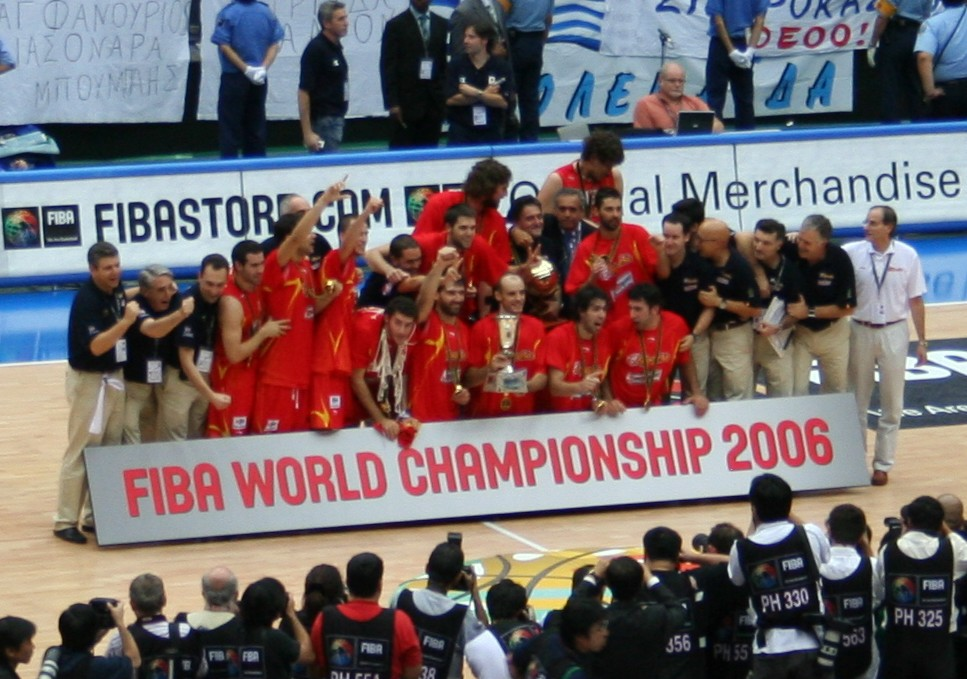
L'équipe espagnole championne du monde 2006.

Il fait ses débuts avec la sélection espagnole lors de l'année 2002 lors d'une rencontre de préparation au championnat du monde 2002 à Indianapolis. Il est retenu parmi les joueurs qui disputent ce mondial et dispute six des neuf rencontres, présentant des statistiques de 2,8 points, 0,7 rebond et 0,7 passe. L'année suivante, lors du Championnat d'Europe disputé en Suède, ses statistiques sont désormais de 4,5 points, 2,3 rebonds et 1,8 passe en 21 minutes 33. L'Espagne s'incline en finale face à la Lituanie sur le score de 93 à 84. Cette place permet à l'Espagne de disputer les Jeux olympiques d'Athènes où les Espagnols terminent septièmes après une défaite en quart de finale face aux États-Unis sur le score de 102 à 94, rencontre où Calderón inscrit 19 points et capte 7 rebonds. Calderón joue en moyenne 31 minutes 43 et présente des statistiques de 9,9 points, 2,7 rebonds et 2,6 passes. L'année suivante, l'Espagne dispute le Championnat d'Europe 2005 en Serbie-et-Monténégro. Elle échoue en demi-finale face à l'Allemagne, 74 à 73, puis s'incline lors du match pour la troisième place face à la France sur le score de 98 à 78. Calderón, avec un temps de jeu moyen de 31 minutes 66, inscrit 10,5 points, prend 2 rebonds et offre 2,3 passes. Calderón participe à son deuxième mondial lors du championnat du monde 2006 : ses statistiques sont de 7,2 points, 2 rebonds et 3,2 passes. L'Espagne élimine l'Argentine en demi-finale puis remporte son premier titre mondial face à la Grèce en l'emportant sur le score de 70 à 47 avec 7 points, 1 rebond et 1 passe en 15 minutes de Calderón. L'Espagne, qui est le pays hôte du Championnat d'Europe 2007, est favorite de cette compétition. Elle se qualifie pour la finale mais lors de celle-ci, elle s'incline face à la Russie sur le score de 60 à 59 - avec 15 points, 4 rebonds, 2 passes en 28 minutes de Calderón. Calderón est élu dans le meilleur cinq du tournoi avec le Lituanien Ramūnas Šiškauskas, le Russe Andreï Kirilenko, l'Allemand Dirk Nowitzki et son compatriote Pau Gasol. Les Espagnols sont les principaux adversaires des Américains lors des Jeux olympiques de Pékin. Ils s'inclinent face à ceux-ci en phase de poule, 119 à 82 puis les retrouvent en finale. Celle-ci, plus disputée, voit les Américains l'emporter 118 à 107. Blessé lors du quart de finale contre la Croatie, Calderón ne dispute pas les deux dernières rencontres de son équipe, la demi-finale et la finale. Lors de ce tournoi, où il ne figure pas dans le cinq titulaire, la place étant prise par Ricky Rubio, il inscrit 7,3 points, prend 3 rebond et offre 1,2 passe.
Après deux compétitions manquées, en 2009 et 2010, en raison de blessures, il renoue avec sa sélection nationale pour le Championnat d'Europe 2011. Celle-ci parvient à conserver le titre européen acquis en 2009 en battant en finale l'équipe de France sur le score de 98 à 85. Calderón participe à l'ensemble des onze rencontres de la compétition, avec un temps de jeu moyen de 19 minutes 4. Il inscrit 5,9 points, capte 3,2 rebonds, délivre 2,7 passes et réalise 1,6 interception. Il réalise sa meilleure performance en nombre de points en finale avec 17 points, rencontre où il ajoute également 4 rebonds, 2 passes, 4 interceptions.
En mai 2015, il annonce son forfait pour le Championnat d'Europe 2015.
Il fait partie de l'équipe d'Espagne entraînée par Sergio Scariolo qui remporte le bronze aux Jeux olympiques de 2016. Quelques jours après, il annonce que le moment est venu de renoncer à jouer avec l'Espagne et prend sa retraite internationale.

## Clubs successifs
- 1998 - 1999 :  Diputación Foral Alava (?)
- 1999 - 2000 :  CB Lucentum Alicante (LEB)
- 2000 - 2001 :  CB Lucentum Alicante (Liga ACB)
- 2001 - 2002 :  Baloncesto Fuenlabrada (Liga ACB)
- 2002 - 2005 :  Tau Vitoria (Liga ACB)
- 2005 - 2013:  Toronto Raptors (NBA)
- Janvier 2013 - Juillet 2013 :  Pistons de Détroit (NBA)
- Juillet 2013 - Juillet 2017 :  Mavericks de Dallas (NBA)
- Depuis juillet 2017 :  Cavaliers de Cleveland (NBA)

## Palmarès

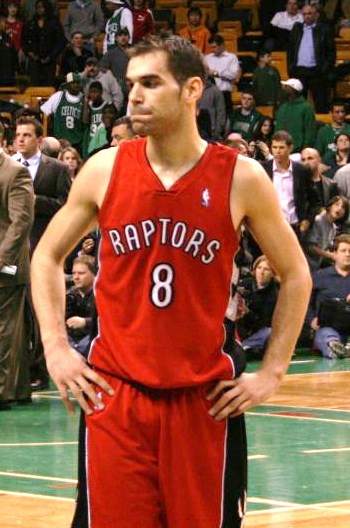
José Manuel Calderón en mars 2012.

### Club
International
- Finaliste de l'Euroligue : en 2005.

National
- Finaliste de la Liga ACB : en 2005.
- Vainqueur de la Coupe du Roi : en 2004.

### Équipe nationale
- Tournoi olympique de basket-ball masculin
  -  Médaille d'argent aux Jeux olympiques 2008 de Pékin.
  -  Médaille d'argent aux Jeux olympiques 2012 de Londres.
  -  Médaille de bronze aux Jeux olympiques 2016 de Rio de Janeiro.
- Championnat du monde
  -  Médaille d'or du Championnat du monde 2006
- Eurobasket
  -  Médaille d'argent du championnat d'Europe de basket-ball 2003 en Suède
  -  Médaille d'argent du championnat d'Europe de basket-ball 2007 en Espagne
  -  Médaille d'or au Championnat d'Europe 2011 en Lituanie.
  -  Médaille de bronze au Championnat d'Europe 2013 en Slovénie.
- Autres
  - Champion d'Europe junior à Varna en 1998
  - Médaille de bronze du Championnat d'Europe espoir à Ohrid en 2000

### Distinctions personnelles
- Plus haute moyenne de réussite au lancer-franc sur une saison de l'histoire de la NBA avec 98,1 % de réussite lors de la saison 2008-2009.
- Joueur ayant la meilleure moyenne de réussite aux tirs à trois points lors de la saison 2012-2013 avec 46,10 % de réussite à 51/98.

## Statistiques en NBA
Légende :
gras = ses meilleures performances

### Saison régulière
| Saison    | Équipe      | Matchs | Titul. | Min./m | % Tir | % 3pts | % LF  | Rbds/m. | Pass/m. | Int/m. | Ctr/m. | Pts/m. |
| --------- | ----------- | ------ | ------ | ------ | ----- | ------ | ----- | ------- | ------- | ------ | ------ | ------ |
| 2005-2006 | Toronto     | 64     | 11     | 23,2   | 42,3  | 16,3   | 84,8  | 2,20    | 4,50    | 0,66   | 0,06   | 5,45   |
| 2006-2007 | Toronto     | 77     | 11     | 21,0   | 52,1  | 33,3   | 81,8  | 1,74    | 5,03    | 0,82   | 0,06   | 8,68   |
| 2007-2008 | Toronto     | 82     | 56     | 30,3   | 51,9  | 42,9   | 90,8  | 2,88    | 8,27    | 1,06   | 0,07   | 11,24  |
| 2008-2009 | Toronto     | 68     | 68     | 34,3   | 49,7  | 40,6   | 98,1  | 2,85    | 8,93    | 1,09   | 0,10   | 12,84  |
| 2009-2010 | Toronto     | 68     | 39     | 26,7   | 48,2  | 39,8   | 79,8  | 2,09    | 5,94    | 0,69   | 0,10   | 10,28  |
| 2010-2011 | Toronto     | 68     | 55     | 30,9   | 44,0  | 36,5   | 85,4  | 2,97    | 8,90    | 1,19   | 0,10   | 9,84   |
| 2011-2012 | Toronto     | 53     | 53     | 33,9   | 45,7  | 37,1   | 88,2  | 3,02    | 8,85    | 0,89   | 0,06   | 10,47  |
| 2012-2013 | Toronto     | 45     | 30     | 28,3   | 47,0  | 42,9   | 90,4  | 2,36    | 7,40    | 0,62   | 0,13   | 11,11  |
| 2012-2013 | Détroit     | 28     | 28     | 31,7   | 52,7  | 52,0   | 89,3  | 2,50    | 6,61    | 1,07   | 0,07   | 11,64  |
| 2013-2014 | Dallas      | 81     | 81     | 30,5   | 45,6  | 44,9   | 82,5  | 2,37    | 4,65    | 0,85   | 0,14   | 11,42  |
| 2014-2015 | New York    | 42     | 42     | 30,2   | 41,5  | 41,5   | 90,6  | 2,95    | 4,71    | 0,74   | 0,00   | 9,10   |
| 2015-2016 | New York    | 72     | 72     | 28,1   | 45,9  | 41,4   | 87,5  | 3,18    | 4,15    | 0,88   | 0,10   | 7,56   |
| 2016-2017 | L.A. Lakers | 24     | 11     | 12,2   | 41,6  | 35,3   | 100,0 | 1,71    | 2,12    | 0,29   | 0,04   | 3,33   |
| 2016-2017 | Atlanta     | 17     | 2      | 14,5   | 40,4  | 26,7   | 87,5  | 1,88    | 2,18    | 0,24   | 0,00   | 3,59   |
| 2017-2018 | Cleveland   | 57     | 32     | 16,0   | 50,3  | 46,4   | 80,0  | 1,47    | 2,05    | 0,47   | 0,04   | 4,47   |
| 2018-2019 | Détroit     | 49     | 0      | 12,9   | 37,5  | 24,6   | 81,8  | 1,22    | 2,35    | 0,33   | 0,06   | 2,31   |
| Carrière  | Carrière    | 895    | 591    | 26,4   | 47,2  | 40,7   | 87,3  | 2,40    | 5,75    | 0,80   | 0,08   | 8,85   |

### Playoffs
| Saison   | Équipe    | Matchs | Titul. | Min./m | % Tir | % 3pts | % LF  | Rbds/m. | Pass/m. | Int/m. | Ctr/m. | Pts/m. |
| -------- | --------- | ------ | ------ | ------ | ----- | ------ | ----- | ------- | ------- | ------ | ------ | ------ |
| 2007     | Toronto   | 6      | 1      | 24,3   | 50,7  | 25,0   | 83,3  | 1,67    | 5,33    | 0,83   | 0,00   | 13,00  |
| 2008     | Toronto   | 5      | 0      | 23,9   | 44,0  | 47,6   | 100,0 | 3,60    | 7,00    | 0,20   | 0,00   | 11,80  |
| 2014     | Dallas    | 7      | 7      | 27,3   | 46,2  | 47,8   | 100,0 | 1,29    | 4,43    | 0,14   | 0,00   | 10,29  |
| 2017     | Atlanta   | 6      | 0      | 12,5   | 47,8  | 33,3   | 0,0   | 1,33    | 2,17    | 0,33   | 0,17   | 4,33   |
| 2018     | Cleveland | 13     | 3      | 8,0    | 34,6  | 22,2   | 100,0 | 0,85    | 0,69    | 0,38   | 0,00   | 1,85   |
| 2019     | Détroit   | 3      | 0      | 3,2    | 0,0   | 0,0    | 0,0   | 0,00    | 1,67    | 0,33   | 0,00   | 0,00   |
| Carrière | Carrière  | 40     | 11     | 16,1   | 45,9  | 37,2   | 92,9  | 1,40    | 3,12    | 0,38   | 0,03   | 6,47   |

## Records sur une rencontre en NBA
Les records personnels de Jose Calderon en NBA sont les suivants, :
| Type de statistique        | Saison régulière | Saison régulière          | Saison régulière | Playoffs | Playoffs              | Playoffs      |
| Type de statistique        | Record           | Adversaire                | Date             | Record   | Adversaire            | Date          |
| -------------------------- | ---------------- | ------------------------- | ---------------- | -------- | --------------------- | ------------- |
| Points                     | 30               | Lakers de Los Angeles     | 12 février 2012  | 25       | Nets du New Jersey    | 1er mai 2007  |
| Paniers marqués            | 13               | Lakers de Los Angeles     | 12 février 2012  | 12       | Nets du New Jersey    | 1er mai 2007  |
| Paniers tentés             | 21               | Wizards de Washington     | 7 mars 2008      | 20       | Nets du New Jersey    | 1er mai 2007  |
| Paniers à 3 points réussis | 7                | 3 fois                    | 3 fois           | 4        | Magic d'Orlando       | 24 avril 2008 |
| Paniers à 3 points tentés  | 10               | 4 fois                    | 4 fois           | 8        | Magic d'Orlando       | 24 avril 2008 |
| Lancers francs réussis     | 9                | Pistons de Détroit        | 5 novembre 2008  | 2        | 4 fois                | 4 fois        |
| Lancers francs tentés      | 9                | 2 fois                    | 2 fois           | 2        | 5 fois                | 5 fois        |
| Rebonds offensifs          | 3                | 6 fois                    | 6 fois           | 3        | Magic d'Orlando       | 24 avril 2008 |
| Rebonds défensifs          | 10               | Rockets de Houston        | 16 décembre 2012 | 4        | 2 fois                | 2 fois        |
| Rebonds totaux             | 10               | 4 fois                    | 4 fois           | 7        | Magic d'Orlando       | 24 avril 2008 |
| Passes décisives           | 19               | 2 fois                    | 2 fois           | 13       | Magic d'Orlando       | 24 avril 2008 |
| Interceptions              | 5                | Lakers de Los Angeles     | 7 janvier 2014   | 4        | @ Nets du New Jersey  | 4 mai 2007    |
| Contres                    | 2                | 2 fois                    | 2 fois           | 1        | Wizards de Washington | 28 avril 2017 |
| Balles perdues             | 8                | Pistons de Détroit        | 22 décembre 2010 | 6        | @ Nets du New Jersey  | 27 avril 2007 |
| Minutes jouées             | 54               | Trail Blazers de Portland | 13 janvier 2008  | 38       | Nets du New Jersey    | 1er mai 2007  |

- Double-double : 98 (dont 1 en playoffs)
- Triple-double : 2

## Salaires
| Année       | Équipe      | Salaire      |
| ----------- | ----------- | ------------ |
| 2005-2006   | Toronto     | 2 190 000 $  |
| 2006-2007   | Toronto     | 2 333 334 $  |
| 2007-2008   | Toronto     | 2 471 604 $  |
| 2008-2009   | Toronto     | 7 438 018 $  |
| 2009-2010   | Toronto     | 8 219 009 $  |
| 2010-2011   | Toronto     | 9 000 000 $  |
| 2011-2012   | Toronto     | 9 780 992 $  |
| 2012-2013   | Détroit     | 11 046 591 $ |
| 2013-2014   | Dallas      | 6 791 570 $  |
| 2014-2015*  | New York    | 7 097 191 $  |
| 2015-2016   | New York    | 7 402 812 $  |
| 2016-2017   | L.A. Lakers | 7 708 427 $  |
| 2016-2017   | Atlanta     | 392 478 $    |
| Total Gains | Total Gains | 81 872 026 $ |
| 2017-2018   | Cleveland   | 2 328 652 $  |

Note : * Pour la saison 2014-2015, le salaire moyen d'un joueur évoluant en NBA est de 4 500 000 $.